# J. J. Voskuil

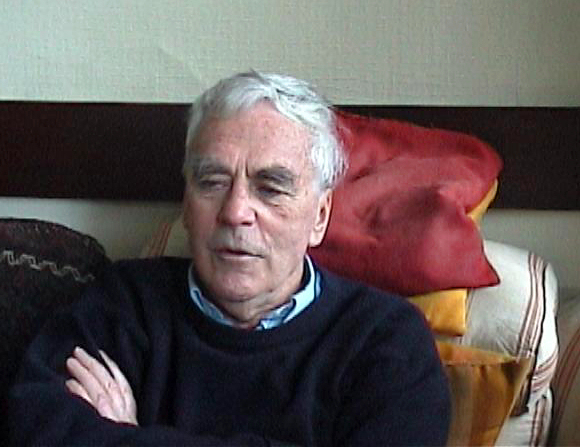
J. J. Voskuil (2001)

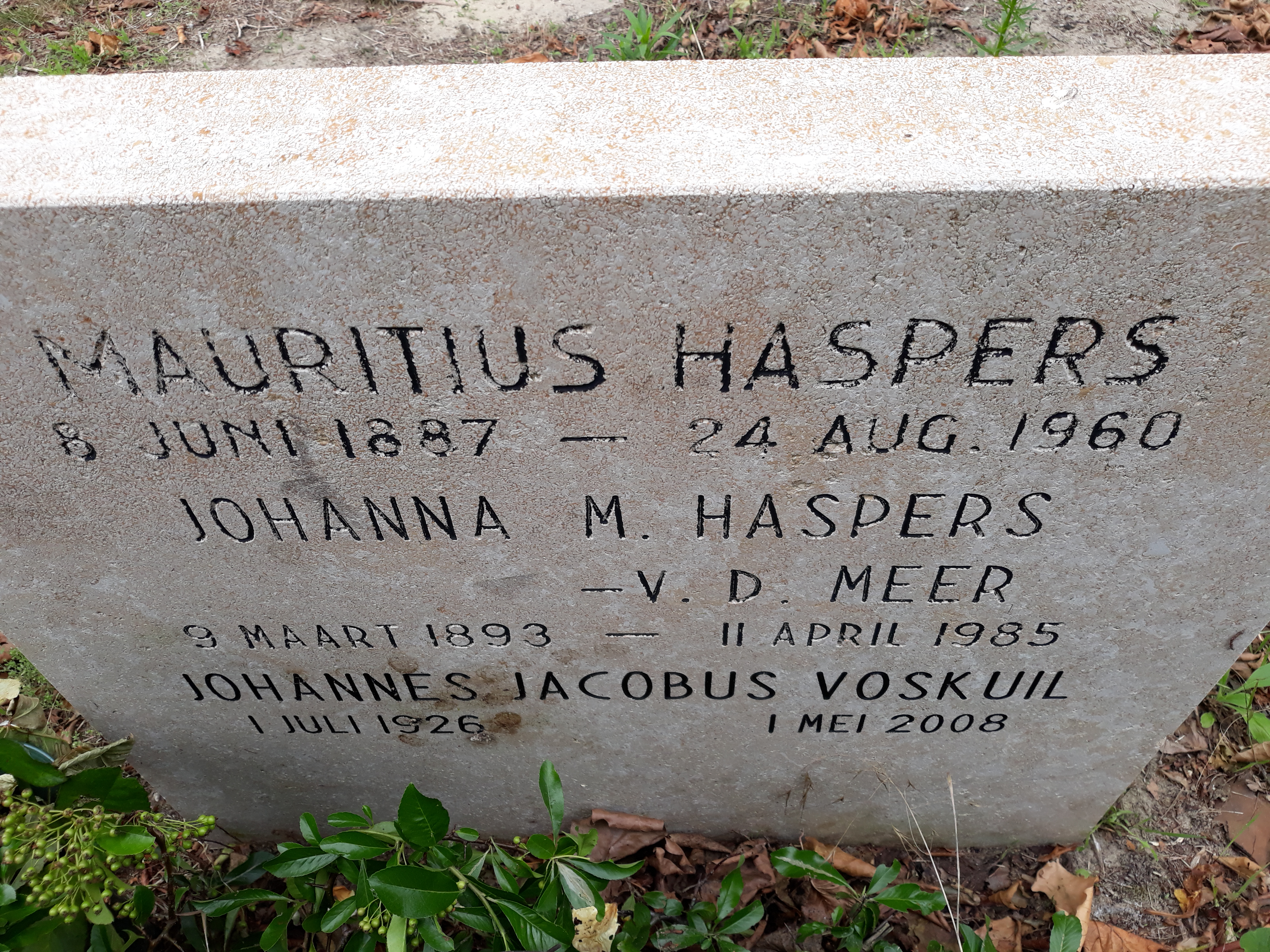
Das Grab von J. J. Voskuil im Grab seiner Schwiegereltern auf dem Friedhof Oud Eik en Duinen in Den Haag.

Johannes Jacobus (Han) Voskuil (geboren 1. Juli 1926 in Den Haag; gestorben 1. Mai 2008 in Amsterdam) war ein niederländischer Volkskundler und Schriftsteller.

## Leben
J. J. Voskuil war Sohn des sozialdemokratischen Journalisten Klaas Voskuil. Er studierte Niederländisch an der Universität Amsterdam und war danach als Übersetzer der Europäischen Gemeinschaft für Kohle und Stahl in Straßburg und als Lehrer in Groningen beschäftigt. In Amsterdam arbeitete er als Hilfskraft bei der Ausgabe der Werke von Pieter Corneliszoon Hooft, bevor er 1957 eine Stelle beim Instituut voor Dialectologie, Volks- en Naamkunde (heute Meertens Instituut, Königlich Niederländische Akademie der Wissenschaften) erhielt und dort einen Schlagwortkatalog der Volkskunde erarbeitete.
Voskuils erster Roman Bij nader inzien erschien 1963, ohne größere Resonanz zu finden. Nachdem er 1987 in den Ruhestand gegangen war, begann er 1990, den Schlüsselroman Het Bureau zu schreiben, in dem er in einer Art Berufsautobiographie seine dreißigjährige berufliche Tätigkeit am Meertens Instituut literarisch verarbeitete. Der siebenbändige, in nur viereinhalb Jahren geschriebene Roman umfasst insgesamt etwa 5200 Buchseiten. Die einzelnen Bände erschienen von 1996 bis 2000 und führten in den Niederlanden zu einer wahren Bureaumanie mit langen Schlangen vor den Buchhandlungen, Fanclubs in Betrieben und Büros und zahlreichen Interviews mit dem Autor und den von ihm literarisch verarbeiteten Figuren des Romans. Der Volkskundler Voskuil habe beim Verfassen seines Romans „sein wissenschaftliches Werkzeug auf den eigenen Arbeitsplatz und das ganz besondere Brauchtum des Büros angewandt.“ Die Niederländer kauften fast eine halbe Million Bücher der Büro-Romanfolge.
Für sein literarisches Werk erhielt Voskuil in den Niederlanden verschiedene Auszeichnungen, so für einzelne Bände aus dem Büro-Zyklus 1997 den F. Bordewijk-prijs, 1998 den Prix des Ambassadeurs und den Libris literatuurprijs. Het Bureau rangiert unter den ersten zehn der 2007 vom NPS und NRC Handelsblad eingerichteten Internet-Bestenliste aller jemals erschienenen niederländischen Bücher.
Voskuil versuchte, eine alternative Lebensweise zu praktizieren, und engagierte sich im Tierschutz.
Sein Grab befindet sich auf dem Friedhof Oud Eik en Duinen in Den Haag.

## Werke (Auswahl)
- Het Bureau. G.A. van Oorschot, Amsterdam 1996–2000.
- Meneer Beerta, 1996.
  - Das Büro 1. Direktor Beerta. Übersetzt von Gerd Busse. Beck, München 2012, ISBN 978-3-406-63733-9.
  - Das Büro 1. Direktor Beerta. aus dem Niederländischen von Gerd Busse, Verbrecher Verlag, Berlin 2016, ISBN 978-3-95732-006-3.
- Vuile handen, 1996.
  - Das Büro 2. Schmutzige Hände. Übersetzt von Gerd Busse. Verbrecher, Berlin 2014, ISBN 978-3-95732-007-0.
- Plankton, 1997.
  - Das Büro 3. Plankton. Übersetzt von Gerd Busse. Verbrecher, Berlin 2015, ISBN 978-3-95732-008-7.
- Het A.P. Beerta-Instituut, 1998.
  - Das Büro 4. Das A.P.-Beerta-Institut. Übersetzt von Gerd Busse. Verbrecher, Berlin 2015, ISBN 978-3-95732-009-4.
- En ook weemoedigheid, 1999.
  - Das Büro 5. Und auch Wehmütigkeit. Übersetzt von Gerd Busse. Verbrecher, Berlin 2016, ISBN 978-3-95732-010-0.
- Afgang (Abgang), 2000.
- De dood van Maarten Koning. 2000. 
  - Das Büro 7. Der Tod des Maarten Koning. Übersetzt von Gerd Busse. Verbrecher, Berlin 2017, ISBN 978-3-95732-012-4.
- De moeder van Nicolien. 1999.	
  - Die Mutter von Nicolien. Roman. Übersetzung Gerd Busse. Berlin: Klaus Wagenbach, 2021.
- De Buurman. 2012.
  - Die Nachbarn. Roman. Übersetzung Gerd Busse. Berlin: Klaus Wagenbach, 2023, ISBN 978-3-8031-3358-8.

## Auszeichnungen
- 1998: Libris-Literaturpreis für Het Bureau 3: Plankton, ISBN 978-90-282-0955-8.